# Ormosia arcuata
Ormosia arcuata är en tvåvingeart som först beskrevs av Doane 1908.  Ormosia arcuata ingår i släktet Ormosia och familjen småharkrankar. Inga underarter finns listade i Catalogue of Life.